# Basílica de San Juan y San Pablo (Venecia)
La Basílica de San Juan y San Pablo (en italiano, Santi Giovanni e Paolo, y en dialecto veneciano, San Zanipolo) es una de las iglesias más grandes de Venecia (Véneto, Italia) y tiene el estatus de basílica menor.

## Descripción

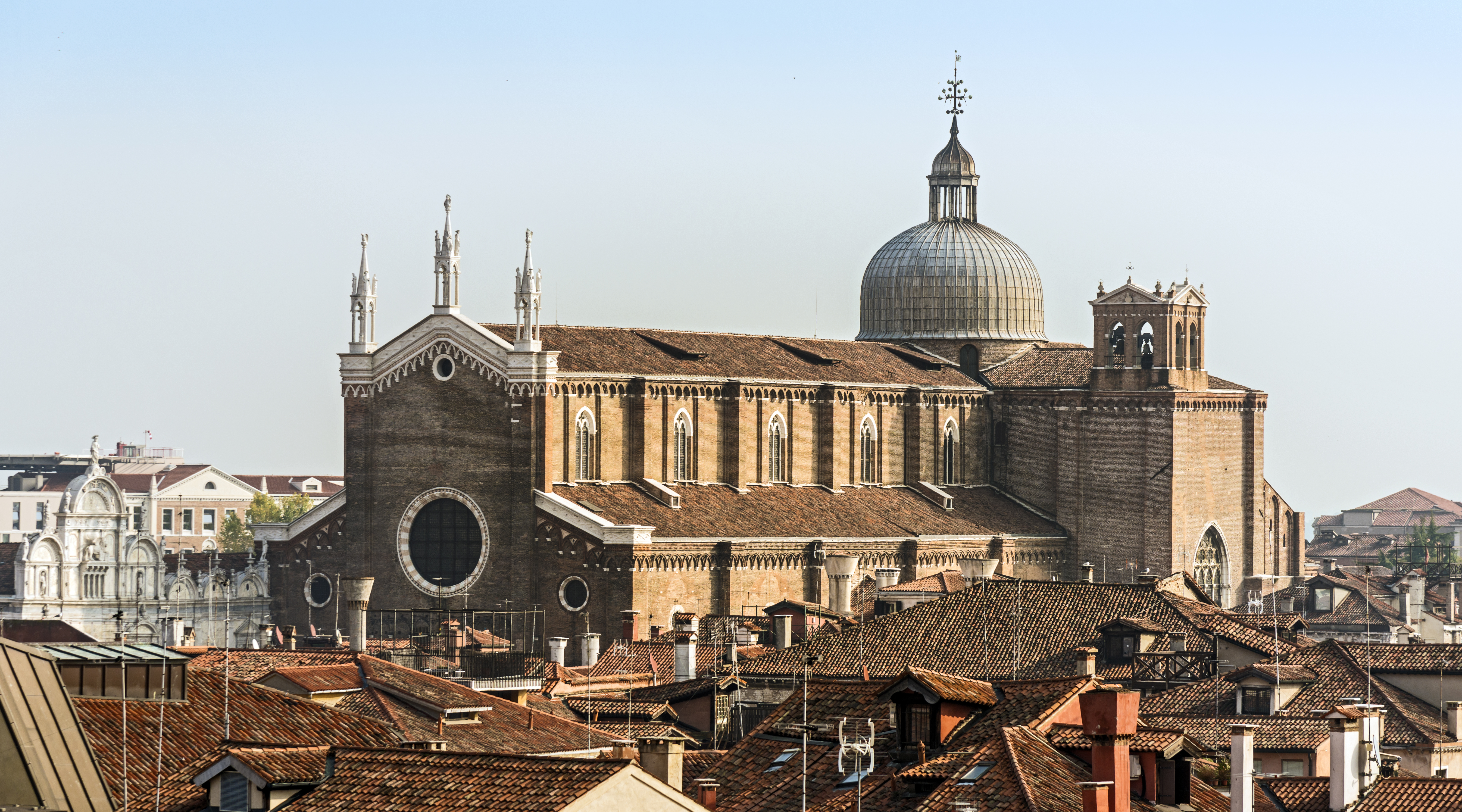
Basílica de San Juan y San Pablo

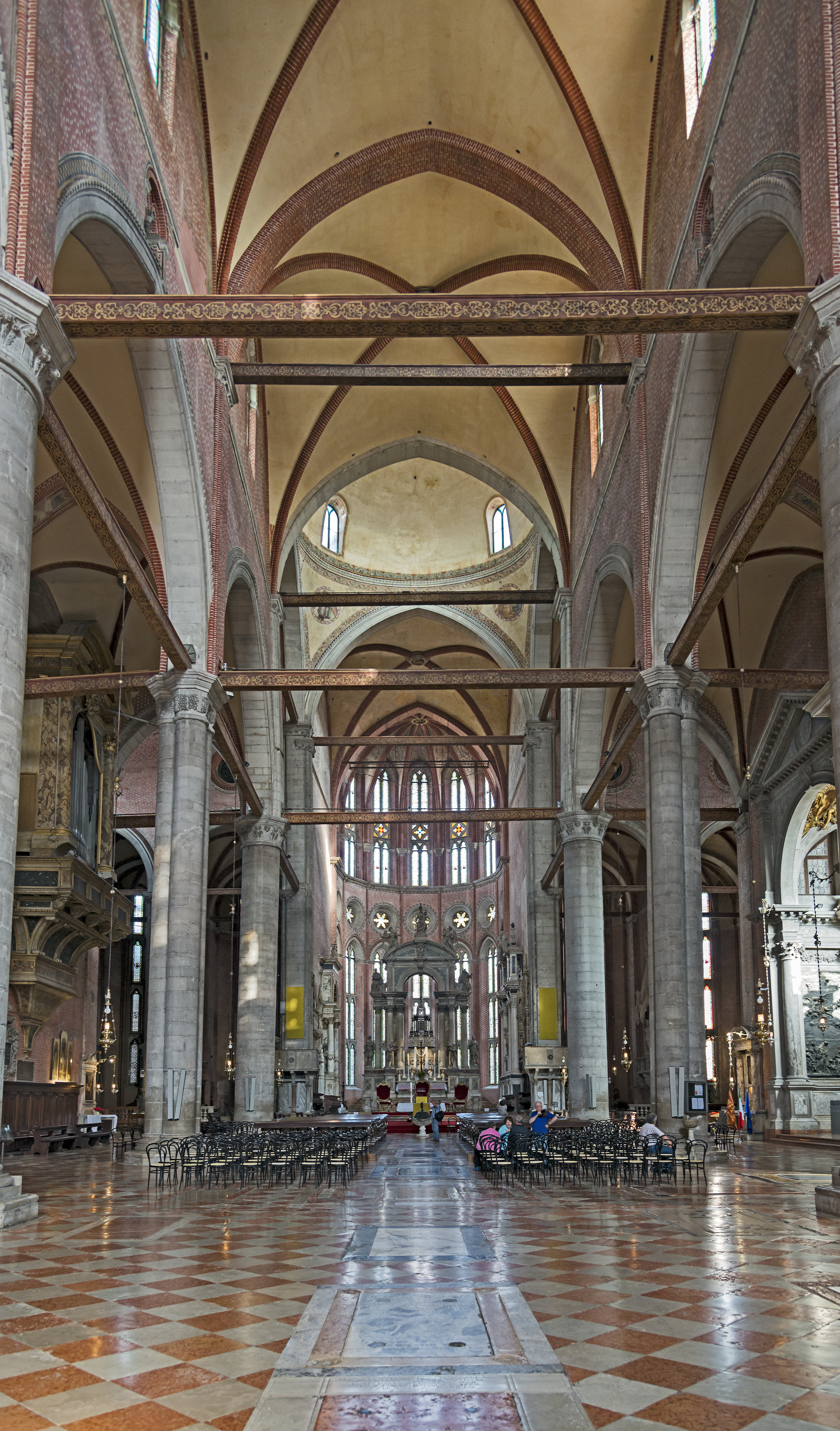
Interior de la iglesia.

Es un enorme edificio de ladrillo construido en estilo gótico italiano. Se trata de la principal iglesia de los dominicos en Venecia, y como tal fue construida para predicar ante grandes congregaciones. Está dedicada a Juan y Pablo, no los apóstoles bíblicos de tal nombre, sino dos oscuros mártires de la primera iglesia cristiana en Roma, cuyos nombres se documentaron en el siglo III pero cuya leyenda es de fecha posterior.
En 1246, el dogo Jacopo Tiepolo donó algo de tierra pantanosa a los dominicos después de soñar con un grupo de palomas blancas sobrevolándolo. La primera iglesia fue demolida en 1333, cuando se comenzó la iglesia actual. No se acabó hasta 1430.
El vasto interior contiene muchos monumentos funerarios y pinturas, así como la Virgen de la Paz, una estatua bizantina situada en una capilla propia en la nave meridional, y un pie de santa Catalina de Siena, la principal reliquia de la iglesia.
San Zanipolo es una iglesia parroquial del Vicariado de San Marco-Castello. Otras iglesias de la parroquia son la San Lazzaro dei Mendicanti, la Ospedaletto y la Beata Vergine Addolorata.

## Artistas destacados

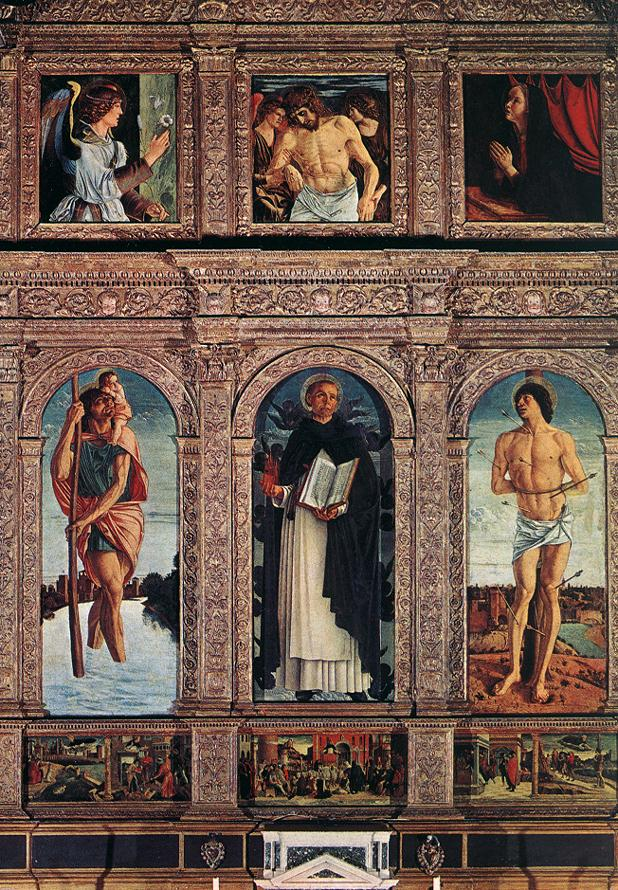
Políptico de Giovanni Bellini, de izquierda a derecha y de arriba abajo: Ángel de la Anunciación, Jesús, la Virgen María, San Cristóbal, San Vicente Ferrer y San Sebastián, 1464.

- Giovanni Bellini (Santos Vicente Ferrer, Cristóbal y Sebastián en la nave meridional)
- Bartolomeo Bon (portada principal)
- Cima da Conegliano o Giovanni Martini da Udine (Coronación de la Virgen en el transepto meridional)
- Niccolò di Piero Lamberti y Giovanni di Martino (tumba del dogo Tommaso Mocenigo en la nave septentrional)
- Pietro Lombardo (tumbas del dogo Pietro Mocenigo en la pared occidental y los dogos Pasquale Malipiero y Nicolò Marcello en la nave septentrional; tumba de Alvise Diedo en la nave meridional)
- Tulio Lombardo (y Alessandro Leopardo?) (tumba del dogo Andrea Vendramin en la pared septentrional del coro)
- Lorenzo Lotto (San Antonino en el transepto meridional)
- Rocco Marconi (Cristo entre los Santos Pedro y Andrés en el transepto meridional)
- Giovanni Battista Piazzetta (Santo Domingo en la Gloria en el techo de la capilla de santo Domingo)
- Giuseppe Salviati, Cristo resucitado con los apóstoles Santiago, Tomás, Felipe y Mateo
- Veronés (La Asunción, La Anunciación y La adoración de los Magos en el techo de la capilla del Rosario; La Adoración de los Pastores en la capilla del Rosario)
- Alessandro Vittoria (San Jerónimo en la nave septentrional)
- Alvise Vivarini (Cristo llevando la Cruz en la sacristía)
- Bartolomeo Vivarini (Tres Santos en la nave septentrional)

La capilla del Rosario, construida en 1582 para conmemorar la victoria en la batalla de Lepanto, contenía pinturas de Tintoretto, Palma el Joven, Tiziano y Giovanni Bellini, entre otros, pero quedaron destruidas por un incendio en 1867 atribuido a pirómanos anticatólicos.

## Monumentos funerarios
Después del siglo XV los servicios funerarios de todos los dogos se celebraron en esta basílica. Veinticinco dogos se enterraron en la iglesia, entre ellos:
- Jacopo Tiepolo (fall. 1249)
- Reniero Zeno (fall. 1268)
- Lorenzo Tiepolo (fall. 1275)
- Giovanni Dolfin (fall. 1361)
- Marco Cornaro (fall. 1368)
- Michele Morosini (fall. 1382)
- Antonio Venier (fall. 1400)
- Michele Steno (fall. 1413)
- Tommaso Mocenigo (fall. 1423)
- Pasquale Malipiero (fall. 1462)
- Nicolò Marcello (fall. 1474)
- Pietro Mocenigo (fall. 1476)
- Andrea Vendramin (fall. 1478)
- Giovanni Mocenigo (fall. 1485)
- Alvise I Mocenigo (fall. 1577)
- Sebastiano Venier (fall. 1578)
- Bertucci Valiero (fall. 1658)
- Silvestro Valiero (fall. 1700)

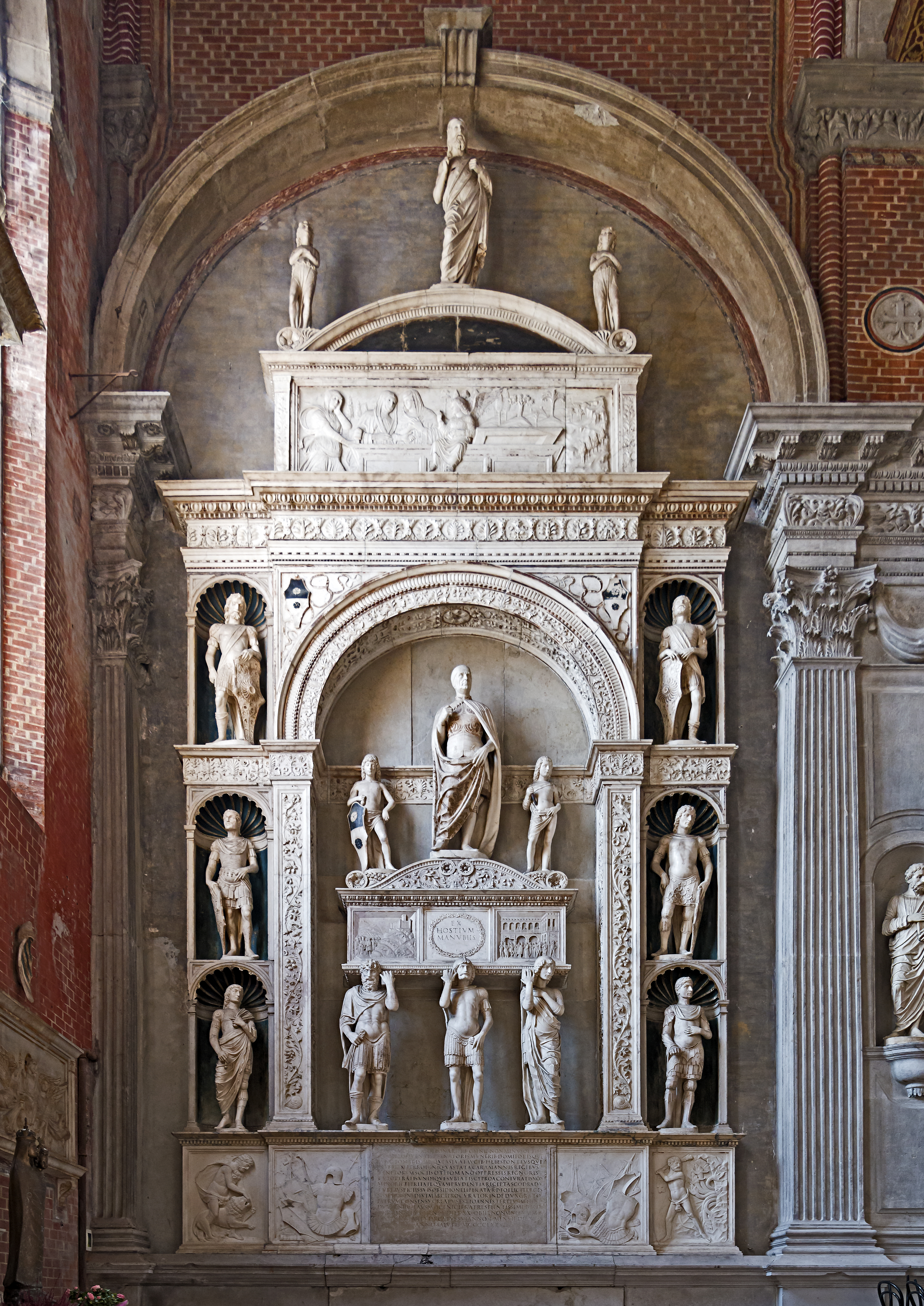
Tumba del dogo veneciano Pietro Mocenigo (1481), obra de Pietro Lombardo en la basílica gótica de los Santos Juan y Pablo en Venecia.

Otras personas enterradas en esta iglesia son:
- Orazio Baglioni (fall. 1617), general
- Gentile Bellini (fall. 1507), artista
- Giovanni Bellini (fall. 1516), artista
- Gianbattista Bonzi (fall. 1508), senador
- Bartolomeo Bragadin (poeta)
- Marco Antonio Bragadin (fall. 1571), general, despellejado vivo por los turcos tras la Batalla de Famagusta, la tumba contiene solo su piel
- Jacopo Cavalli (fall. 1384), general
- Alvise Diedo, comandante en jefe
- Marco Giustiniani (fall. 1346), capitán de mar
- Pompeo Giustiniani (fall. 1616), condotiero
- Palma el Joven (fall. 1628), artista
- Vettor Pisani (fall. 1380), almirante
- Niccolò Orsini, (fall. 1510), comandante en jefe
- Leonardo da Prato (fall. 1511), condotiero
- Alvise Trevisan (fall. 1528)
- Sir Edward Windsor (fall. 1574)